# Björn Wallgren
Björn Wallgren, född 1946 i Stockholm, är en svensk arkitekt och musiker. Han var gitarrist i Commando M Pigg åren 1980-1982.

## Musik
Wallgren är en av grundarna av ”new wave”-gruppen Commando M Pigg. 
Han studerade elektroakustisk musik på Fylkingen 1975. Han deltog musikaliskt i Jordcirkus första uppträdanden. Spelade frijazz tillsammans med Thomas Sjöland och Edward Derkert i gruppen Trio Continental på bland annat Moderna Museet och var med vid bildandet av Lokomotiv Konkret 1976 som hade spelningar på bland annat Fashing och Teater 9. Han studerade elektronmusik och var verksam som kompositör på EMS elektronmusikstudion 1976–1982.  
Bildade Commando M Pigg tillsammans med Anders Karlsmark, Svante Fregert och Eva Sonesson sommaren 1980. Spelningar i Skandinavien och Centraleuropa, med två illegala spelningar i Prag våren 1982 som mest udda inslag. Då den musikaliska inriktningen ändrades lämnade Björn bandet efter två år. 
Startade projekten Spring Commando, Noise Commando och Art Commando 2011.

## Diskografi
Kompositioner på EMS
- "Förtvinad hed", 1978.
- "Hets och frenesi", 1979.
- "Fabrik I", 1979.
- "City mechanics", 1981.
- "Moln II", 1982.
- "Black song", 1982.

Wallgren medverkar i följande utgivningar av Commando M Pigg:
- "Kemal", singel 1981.
- "Commando M Pigg", LP 1981.
- "Under min hud", singel 1982.
- "Kungen av maj", samlings-cd 1995.
- "Decenniet 1980-90", CD 2007.

## Arkitektur och stadsbyggnadsprojekt av Wallgren
Värt att notera i Stockholm är en huvudfördelarstation, uppfört 1990 vid Sveavägen i Vanadisparken bredvid en transformatorstation från 1960-talet. 
Bland en mängd stadsbyggnadsprojekt runt Stockholm, märks ett bostadsområde vid Västra Sandudden i Ekerö, som NCC börjat bygga 2008.